# Habronychus semimetallicus
Habronychus semimetallicus es una especie de coleóptero de la familia Cantharidae.

## Distribución geográfica
Habita en West Bengal (India).